# Pan z Katowic
Pan z Katowic – ósmy album studyjny rapera Miuosha wydany przez wytwórnię Fandango Records 25 września 2014. Na płycie gościnnie wystąpili Katarzyna Groniec, Mam Na Imię Aleksander oraz Emes. Album promowany był klipami do utworów „Corona”, „Pan z Katowic”, „Absynt”, „Krawędź”, „Kaznodzieja”. Utwór „Corona” został wydany również w formie fizycznej w limitowanym nakładzie 1000 sztuk. W dniu premiery wszystkie utwory zostały udostępnione na oficjalnym kanale wytwórni na YouTube.
Album zadebiutował na 1. miejscu na liście OLiS i uzyskał status złotej płyty.

## Lista utworów
Opracowano na podstawie materiału źródłowego.
1. „Jerycho” (aranżacja: Fleczer, produkcja: Sherlock) – 4:34
2. „Absynt” (aranżacja: Fleczer, produkcja: Foux) – 4:04
3. „Bawełna” (aranżacja: Fleczer, produkcja: Dubas, scratche: DJ Kebs) – 3:27
4. „Pan z Katowic” (aranżacja: Fleczer, produkcja: Lenzy) – 4:24
5. „Krawędź” (aranżacja: Fleczer, gościnnie: Mam Na Imię Aleksander, produkcja: Fleczer) – 3:43
6. „Za tobą” (aranżacja: Fleczer, gościnnie: Katarzyna Groniec, produkcja: Eljot Sounds) – 4:18
7. „Bon Jovi” (aranżacja: Fleczer, produkcja: Foux) – 3:47
8. „ΚΛΤΩ” (aranżacja: Fleczer, produkcja: Stona) – 3:39
9. „Drive Tru” (produkcja: Lenzy) – 4:48
10. „Rio” (aranżacja, produkcja: Fleczer, scratche: DJ Falcon1) – 4:20
11. „Corona” (produkcja: Fleczer, scratche: DJ Ben) – 5:21
12. „Zemsta” (gościnnie: Emes, produkcja: Emes, Heisenberg Montage, scratche: DJ Ben) – 3:26
13. „Kaznodzieja” (aranżacja: Fleczer, produkcja: Foux) – 4:06